# Rolladen Schneider LS4
De Rolladen Schneider LS4 is een standaardklasse eenzitter-zweefvliegtuig dat gebouwd werd door Rolladen Schneider Flugzeugbau GmbH tussen 1980 en 2003.

## Ontwikkeling
De LS4, opvolger van de LS1 in de standaardklasse, maakte zijn eerst vlucht in 1980. Het is het vierde meest gebouwde niet militaire zweefvliegtuig (na de Grunau Baby, Blaník en Schleicher K 8). In totaal zijn er 1048 exemplaren gebouwd tot 2003, het jaar dat Rolladen Schneider failliet werd verklaard. De lange productieperiode is enkel vergelijkbaar met die van de Schempp-Hirth Discus.